# Гай Гораций Пульвилл
Гай Гораций Пульвилл (лат. Gaius Horatius Pulvillus; умер в 453 году до н. э.) — римский политический деятель из патрицианского рода Горациев, консул в 477 и 457 годах до н. э.
Во время первого консульства Горация вейяне уничтожили в сражении почти весь род Фабиев, а затем напали на Рим и заняли Яникульский холм. Только появление Горация с войском спасло город. Тем не менее победа над вейянами в сражении у Коллинских ворот была одержана с минимальным перевесом.
У исследователей нет полной уверенности в том, что 20 годами позже консулом стал тот же представитель рода Горациев. Дионисий Галикарнасский в обоих случаях говорит о консуле Гае Горации; согласно Титу Ливию и Диодору Сицилийскому, в 457 году консулом был Марк Гораций. Главным событием этого консульства стало увеличение числа народных трибунов с пяти до десяти, которого плебеи достигли, используя в своих интересах нападение сабинян.
Под 453 годом до н. э. у Ливия упоминается умерший во время эпидемии авгур Гай Гораций Пульвилл; возможно, это и был консул 477 и 457 годов.